# Randy Holcomb
Randy Alfred Holcomb, també conegut com a Raed Farid Elhamali (Chicago, 8 d'agost de 1979) és un exjugador de bàsquet professional de nacionalitat nord-americana i amb passaport libi. Mesura 2,04 metres, és esquerrà i ocupava la posició d'aler pivot.

## Carrera esportiva
Es va formar com a jugador a les universitats de Fresno State i San Diego State de l'NCAA. Va ser seleccionat en la posició 57 del Draft de l'NBA del 2002 pels San Antonio Spurs. El conjunt texà el traspassa automàticament als Philadelphia 76ers on no arriba a debutar. Després de la seva fallida experiència a l'NBA, en l'estiu de 2002 decideix marxar a Europa on juga durant 3 mesos en les files del Slask Wroclaw de Polònia.
La temporada següent, després de provar en diverses lligues d'estiu finalment signa amb els Atlanta Hawks, però tampoc en aquesta ocasió aconsegueix debutar a l'NBA. A partir d'aquí comença una etapa en què participa en diverses lligues menors dels Estats Units, així com per lligues tan diverses com la grega, la filipina o la veneçolana. Finalment el seu debut a l'NBA es produeix el 2006 a les files dels Chicago Bulls, conjunt amb el qual disputa 4 partits.
En el mes d'abril de 2006 fitxa pel Joventut de Badalona, on entra per Aloysius Anagonye, disputant 16 partits amb els badalonins. Després va jugar al Japó i a la lliga LEB Or amb el Càceres 2016. Just aquell estiu el jugador debuta de forma inesperada amb la selecció líbia de bàsquet disputant el Campionat d'Àfrica, jugant sota el nom de Raed Farid Elhamali.